# Hoa Kỳ tại Thế vận hội
Hoa Kỳ đã liên tục gửi vận động viên (VĐV) tới các kỳ Thế vận hội hiện đại, trừ lần tẩy chay Thế vận hội Mùa hè 1980.
Các vận động viên Hoa Kỳ đã giành được tổng cộng 2,522 huy chương (trong đó có 1,022 huy chương vàng) tại Thế vận hội Mùa hè và 305 huy chương tại Thế vận hội Mùa đông. Các môn có nhiều huy chương nhất là Điền kinh (Track and field) với 801 huy chương và Bơi lội với 553 huy chương. Thomas Burke là VĐV đầu tiên vô địch Olympic nội dung chạy nước rút 100 mét và 400 mét tại Thế vận hội Mùa hè 1896. VĐV Track and field James Connolly là nhà vô địch Olympic hiện đại đầu tiên; về nhất chung cuộc nội dung Nhảy xa ba bước trong ngày thi đấu mở màn Thế vận hội Mùa hè 1896. VĐV Bơi lội Michael Phelps là người có nhiều huy chương nhất trong lịch sử Thế vận hội với 28 huy chương (trong đó 23 huy chương vàng).
Hoa Kỳ chưa lần nào không có huy chương vàng tại tất cả các kỳ Thế vận hội nước này tham gia; sở hữu số huy chương vàng và tổng số huy chương nhiều hơn mọi quốc gia ở Thế vận hội Mùa hè; xếp thứ hai về số lượng huy chương vàng cũng như tổng số huy chương tại Thế vận hội Mùa đông, chỉ sau Na Uy. Từ giữa thế kỷ 20 đến cuối những năm 1980, Hoa Kỳ chủ yếu cạnh tranh với Liên Xô tại Thế vận hội Mùa hè; cạnh tranh cùng Liên Xô, Na Uy, và Đông Đức tại Thế vận hội Mùa đông. Sau khi Liên Xô tan rã, đối thủ hiện nay của Hoa Kỳ về số huy chương tại Thế vận hội Mùa hè là Trung Quốc và tại Thế vận hội Mùa đông là Na Uy.
Hoa Kỳ dẫn đầu bảng tổng sắp huy chương của 17 Thế vận hội Mùa hè và 1 Thế vận hội Mùa đông.

## Các kỳ Thế vận hội Hoa Kỳ đã tổ chức
Hoa Kỳ đã làm nước chủ nhà của 8 Thế vận hội, nhiều hơn bất cứ quốc gia nào khác.
| Thế vận hội               | Thành phố đăng cai        | Thời gian               | Số nước tham dự | Số VĐV | Số nội dung thi đấu |
| ------------------------- | ------------------------- | ----------------------- | --------------- | ------ | ------------------- |
| Thế vận hội Mùa hè 1904   | St. Louis, Missouri       | 1 tháng 7 – 23 tháng 11 | 12              | 651    | 91                  |
| Thế vận hội Mùa đông 1932 | Lake Placid, New York     | 7 – 15 tháng 2          | 17              | 252    | 14                  |
| Thế vận hội Mùa hè 1932   | Los Angeles, California   | 30 tháng 7 – 14 tháng 8 | 37              | 1,332  | 117                 |
| Thế vận hội Mùa đông 1960 | Squaw Valley, California  | 2 – 20 tháng 2          | 30              | 665    | 27                  |
| Thế vận hội Mùa đông 1980 | Lake Placid, New York     | 13 – 24 tháng 2         | 37              | 1,072  | 38                  |
| Thế vận hội Mùa hè 1984   | Los Angeles, California   | 28 tháng 7 – 12 tháng 8 | 140             | 6,829  | 221                 |
| Thế vận hội Mùa hè 1996   | Atlanta, Georgia          | 19 tháng 7 – 4 tháng 8  | 197             | 10,318 | 271                 |
| Thế vận hội Mùa đông 2002 | Thành phố Salt Lake, Utah | 8 – 24 tháng 2          | 77              | 2,399  | 78                  |
| Thế vận hội Mùa hè 2028   | Los Angeles, California   | 21 tháng 7 – 6 tháng 8  |                 |        |                     |

Los Angeles sẽ lần thứ 3 tổ chức Thế vận hội vào năm 2028, đánh dấu lần thứ 9 Hoa Kỳ là nước chủ nhà Olympic.

## Bảng huy chương
*Thế vận hội do Hoa Kỳ tổ chức nằm trong ô viền đỏ

### Huy chương tại các kỳ Thế vận hội Mùa hè
| Thế vận hội           | Số VĐV        | Vàng          | Bạc           | Đồng          | Tổng số       | Xếp thứ       |
| Athens 1896           | 14            | 11            | 7             | 2             | 20            | 1             |
| Paris 1900            | 75            | 19            | 14            | 14            | 47            | 2             |
| St. Louis 1904        | 526           | 78            | 82            | 79            | 239           | 1             |
| Luân Đôn 1908         | 122           | 23            | 12            | 12            | 47            | 2             |
| Stockholm 1912        | 174           | 25            | 19            | 19            | 63            | 1             |
| Antwerpen 1920        | 288           | 41            | 27            | 27            | 95            | 1             |
| Paris 1924            | 299           | 45            | 27            | 27            | 99            | 1             |
| Amsterdam 1928        | 280           | 22            | 18            | 16            | 56            | 1             |
| Los Angeles 1932      | 474           | 41            | 32            | 30            | 103           | 1             |
| Berlin 1936           | 359           | 24            | 20            | 12            | 56            | 2             |
| Luân Đôn 1948         | 300           | 38            | 27            | 19            | 84            | 1             |
| Helsinki 1952         | 286           | 40            | 19            | 17            | 76            | 1             |
| Melbourne 1956        | 297           | 32            | 25            | 17            | 74            | 2             |
| Roma 1960             | 292           | 34            | 21            | 16            | 71            | 2             |
| Tokyo 1964            | 346           | 36            | 26            | 28            | 90            | 1             |
| Thành phố México 1968 | 357           | 45            | 28            | 34            | 107           | 1             |
| München 1972          | 400           | 33            | 31            | 30            | 94            | 2             |
| Montréal 1976         | 396           | 34            | 35            | 25            | 94            | 3             |
| Moskva 1980           | không tham dự | không tham dự | không tham dự | không tham dự | không tham dự | không tham dự |
| Los Angeles 1984      | 522           | 83            | 61            | 30            | 174           | 1             |
| Seoul 1988            | 527           | 36            | 31            | 27            | 94            | 3             |
| Barcelona 1992        | 545           | 37            | 34            | 37            | 108           | 2             |
| Atlanta 1996          | 646           | 44            | 32            | 25            | 101           | 1             |
| Sydney 2000           | 586           | 37            | 24            | 32            | 93            | 1             |
| Athens 2004           | 613           | 36            | 39            | 26            | 101           | 1             |
| Bắc Kinh 2008         | 596           | 36            | 38            | 37            | 111           | 2             |
| Luân Đôn 2012         | 530           | 46            | 28            | 29            | 103           | 1             |
| Rio de Janeiro 2016   | 554           | 46            | 37            | 38            | 121           | 1             |
| Tokyo 2020            | chưa diễn ra  |               |               |               |               |               |
| Tổng số               | Tổng số       | 1022          | 794           | 705           | 2521          | 1             |

### Huy chương tại các kỳ Thế vận hội Mùa đông
| Thế vận hội                 | Số VĐV       | Vàng         | Bạc          | Đồng         | Tổng số      | Xếp thứ      |
| Chamonix 1924               | 24           | 1            | 2            | 1            | 4            | 5            |
| St. Moritz 1928             | 24           | 2            | 2            | 2            | 6            | 2            |
| Lake Placid 1932            | 64           | 6            | 4            | 2            | 12           | 1            |
| Garmisch-Partenkirchen 1936 | 55           | 1            | 0            | 3            | 4            | 8            |
| St. Moritz 1948             | 69           | 3            | 4            | 2            | 9            | 4            |
| Oslo 1952                   | 65           | 4            | 6            | 1            | 11           | 2            |
| Cortina d'Ampezzo 1956      | 67           | 2            | 3            | 2            | 7            | 6            |
| Squaw Valley 1960           | 79           | 3            | 4            | 3            | 10           | 3            |
| Innsbruck 1964              | 89           | 1            | 2            | 4            | 7            | 8            |
| Grenoble 1968               | 95           | 1            | 5            | 1            | 7            | 9            |
| Sapporo 1972                | 103          | 3            | 2            | 3            | 8            | 5            |
| Innsbruck 1976              | 106          | 3            | 3            | 4            | 10           | 3            |
| Lake Placid 1980            | 101          | 6            | 4            | 2            | 12           | 3            |
| Sarajevo 1984               | 107          | 4            | 4            | 0            | 8            | 3            |
| Calgary 1988                | 118          | 2            | 1            | 3            | 6            | 9            |
| Albertville 1992            | 147          | 5            | 4            | 2            | 11           | 5            |
| Lillehammer 1994            | 147          | 6            | 5            | 2            | 13           | 5            |
| Nagano 1998                 | 186          | 6            | 3            | 4            | 13           | 5            |
| Thành phố Salt Lake 2002    | 202          | 10           | 13           | 11           | 34           | 3            |
| Torino 2006                 | 211          | 9            | 9            | 7            | 25           | 2            |
| Vancouver 2010              | 216          | 9            | 15           | 13           | 37           | 3            |
| Sochi 2014                  | 230          | 9            | 7            | 12           | 28           | 4            |
| Pyeongchang 2018            | 242          | 9            | 8            | 6            | 23           | 4            |
| Bắc Kinh 2022               | chưa diễn ra | chưa diễn ra | chưa diễn ra | chưa diễn ra | chưa diễn ra | chưa diễn ra |
| Tổng số                     | Tổng số      | 96           | 102          | 84           | 282          | 2            |

### Huy chương theo môn

#### Thế vận hội Mùa hè
| Môn thể thao              | Vàng | Bạc | Đồng | Tổng số |
| ------------------------- | ---- | --- | ---- | ------- |
| Điền kinh                 | 335  | 260 | 207  | 802     |
| Bơi lội                   | 246  | 172 | 135  | 553     |
| Đấu vật                   | 54   | 43  | 35   | 132     |
| Bắn súng                  | 54   | 29  | 27   | 110     |
| Quyền Anh                 | 50   | 24  | 40   | 114     |
| Nhảy cầu                  | 49   | 44  | 45   | 138     |
| Thể dục dụng cụ           | 37   | 42  | 35   | 114     |
| Chèo thuyền               | 33   | 32  | 24   | 89      |
| Bóng rổ                   | 23   | 2   | 3    | 28      |
| Quần vợt                  | 21   | 6   | 12   | 39      |
| Thuyền buồm               | 19   | 23  | 18   | 60      |
| Xe đạp                    | 16   | 21  | 20   | 57      |
| Cử tạ                     | 16   | 16  | 12   | 44      |
| Bắn cung                  | 14   | 11  | 9    | 34      |
| Đua ngựa                  | 11   | 21  | 20   | 52      |
| Bóng chuyền bãi biển      | 6    | 2   | 2    | 10      |
| Canoeing                  | 5    | 5   | 6    | 16      |
| Bơi nghệ thuật            | 5    | 2   | 2    | 9       |
| Bóng đá                   | 4    | 2   | 1    | 7       |
| Golf                      | 3    | 3   | 5    | 11      |
| Bóng chuyền               | 3    | 3   | 4    | 10      |
| Bóng mềm                  | 3    | 1   | 0    | 4       |
| Đấu kiếm                  | 2    | 9   | 14   | 25      |
| Bóng nước                 | 2    | 5   | 4    | 11      |
| Judo                      | 2    | 4   | 8    | 14      |
| Taekwondo                 | 2    | 2   | 5    | 9       |
| Rugby union               | 2    | 0   | 0    | 2       |
| Roque                     | 1    | 1   | 1    | 3       |
| Kéo co                    | 1    | 1   | 1    | 3       |
| Bóng chày                 | 1    | 0   | 2    | 3       |
| Ba môn phối hợp           | 1    | 0   | 1    | 2       |
| Jeu de paume              | 1    | 0   | 0    | 1       |
| Năm môn phối hợp hiện đại | 0    | 6   | 3    | 9       |
| Polo                      | 0    | 1   | 1    | 2       |
| Bóng vợt                  | 0    | 1   | 0    | 1       |
| Khúc côn cầu trên cỏ      | 0    | 0   | 2    | 2       |
| Tổng số (36 đơn vị)       | 1022 | 794 | 704  | 2520    |

Cập nhật ngày 1 tháng 11 năm 2018

#### Thế vận hội Mùa đông
| Môn thể thao                 | Vàng | Bạc | Đồng | Tổng số |
| ---------------------------- | ---- | --- | ---- | ------- |
| Trượt băng tốc độ            | 29   | 22  | 17   | 68      |
| Trượt tuyết đổ đèo           | 17   | 20  | 10   | 47      |
| Trượt băng nghệ thuật        | 15   | 16  | 20   | 51      |
| Trượt ván trên tuyết         | 14   | 7   | 10   | 31      |
| Trượt tuyết tự do            | 9    | 9   | 7    | 25      |
| Xe trượt lòng máng           | 7    | 10  | 8    | 25      |
| Khúc côn cầu trên băng       | 4    | 11  | 2    | 17      |
| Trượt băng tốc độ cự ly ngắn | 4    | 7   | 9    | 20      |
| Trượt băng nằm sấp           | 3    | 4   | 1    | 8       |
| Hai môn phối hợp Bắc Âu      | 1    | 3   | 0    | 4       |
| Trượt tuyết băng đồng        | 1    | 1   | 0    | 2       |
| Bi đá trên băng              | 1    | 0   | 1    | 2       |
| Trượt băng nằm ngửa          | 0    | 3   | 3    | 6       |
| Trượt tuyết nhảy xa          | 0    | 0   | 1    | 1       |
| Tổng số (14 đơn vị)          | 105  | 113 | 89   | 307     |

Cập nhật ngày 1 tháng 11 năm 2018
(*), (**) Hai bảng này không bao gồm 2 tấm huy chương – 1 bạc được trao ở môn Khúc côn cầu trên băng và một đồng được trao ở môn Trượt băng nghệ thuật tại Thế vận hội Mùa hè 1920.

## Các VĐV cầm cờ cho đoàn
| Thế vận hội           | VĐV                    | Môn thi đấu     |
| --------------------- | ---------------------- | --------------- |
| Luân Đôn 1908         | Ralph Rose             | Điền kinh       |
| Stockholm 1912        | George Bonhag          | Điền kinh       |
| Antwerpen 1920        | Pat McDonald           | Điền kinh       |
| Paris 1924            | Pat McDonald           | Điền kinh       |
| Amsterdam 1928        | Bud Houser             | Điền kinh       |
| Los Angeles 1932      | Morgan Taylor          | Điền kinh       |
| Berlin 1936           | Al Jochim              | Thể dục dụng cụ |
| Luân Đôn 1948         | Ralph Craig            | Thuyền buồm     |
| Helsinki 1952         | Norman Armitage        | Đấu kiếm        |
| Melbourne 1956        | Norman Armitage        | Đấu kiếm        |
| Roma 1960             | Rafer Johnson          | Điền kinh       |
| Tokyo 1964            | Parry O'Brien          | Điền kinh       |
| Thành phố México 1968 | Janice Romary          | Đấu kiếm        |
| München 1972          | Olga Fikotova Connolly | Điền kinh       |
| Montréal 1976         | Gary Hall, Sr.         | Bơi lội         |
| Moskva 1980           | không tham dự          | không tham dự   |
| Los Angeles 1984      | Ed Burke               | Điền kinh       |
| Seoul 1988            | Evelyn Ashford         | Điền kinh       |
| Barcelona 1992        | Francie Larrieu Smith  | Điền kinh       |
| Atlanta 1996          | Bruce Baumgartner      | Đấu vật         |
| Sydney 2000           | Cliff Meidl            | Canoeing        |
| Athens 2004           | Dawn Staley            | Bóng rổ         |
| Bắc Kinh 2008         | Lopez Lomong           | Điền kinh       |
| Luân Đôn 2012         | Mariel Zagunis         | Đấu kiếm        |
| Rio de Janeiro 2016   | Michael Phelps         | Bơi lội         |

| Thế vận hội                 | VĐV             | Môn thi đấu                             |
| --------------------------- | --------------- | --------------------------------------- |
| Chamonix 1924               | Clarence Abel   | Khúc côn cầu trên băng                  |
| St. Moritz 1928             | Godfrey Dewey   | Trượt tuyết băng đồng (trưởng đoàn)     |
| Lake Placid 1932            | Billy Fiske     | Xe trượt lòng máng                      |
| Garmisch-Partenkirchen 1936 | Rolf Monsen     | Trượt tuyết băng đồng                   |
| St. Moritz 1948             | Jack Heaton     | Trượt băng nằm sấp & Xe trượt lòng máng |
| Oslo 1952                   | Jim Bickford    | Xe trượt lòng máng                      |
| Cortina d'Ampezzo 1956      | Jim Bickford    | Xe trượt lòng máng                      |
| Squaw Valley 1960           | Don McDermott   | Trượt băng tốc độ                       |
| Innsbruck 1964              | Bill Disney     | Trượt băng tốc độ                       |
| Grenoble 1968               | Terry McDermott | Trượt băng tốc độ                       |
| Sapporo 1972                | Dianne Holum    | Trượt băng tốc độ                       |
| Innsbruck 1976              | Cindy Nelson    | Trượt tuyết đổ đèo                      |
| Lake Placid 1980            | Scott Hamilton  | Trượt băng nghệ thuật                   |
| Sarajevo 1984               | Frank Masley    | Trượt băng nằm ngửa                     |
| Calgary 1988                | Lyle Nelson     | Hai môn phối hợp                        |
| Albertville 1992            | Bill Koch       | Trượt tuyết băng đồng                   |
| Lillehammer 1994            | Cammy Myler     | Trượt băng nằm ngửa                     |
| Nagano 1998                 | Eric Flaim      | Trượt băng tốc độ                       |
| Thành phố Salt Lake 2002    | Amy Peterson    | Trượt băng tốc độ cự ly ngắn            |
| Torino 2006                 | Chris Witty     | Trượt băng tốc độ                       |
| Vancouver 2010              | Mark Grimmette  | Trượt băng nằm ngửa                     |
| Sochi 2014                  | Todd Lodwick    | Hai môn phối hợp Bắc Âu                 |
| Pyeongchang 2018            | Erin Hamlin     | Trượt băng nằm ngửa                     |

## Thi đấu nghiệp dư và thi đấu chuyên nghiệp
Trước đây, việc không cho phép các VĐV chuyên nghiệp tham gia Olympic đã gây nhiều tranh cãi trong lịch sử Thế vận hội hiện đại. Jim Thorpe, nhà vô địch Năm môn phối hợp và Mười môn phối hợp tại Thế vận hội Mùa hè 1912, đã bị tước huy chương khi bị phát hiện là từng chơi bóng chày bán chuyên nghiệp trước khi thi đấu ở đấu trường Olympic. Sau khi Jim Thorpe đã qua đời được 30 năm, vào năm 1983, Ủy ban Olympic Quốc tế mới khôi phục lại các thành tích của VĐV này tại Thế vận hội.
Sự xuất hiện của những "VĐV nghiệp dư toàn thời gian" được tài trợ bởi các Nhà nước thuộc Khối Đông Âu (nói cách khác, các nước xã hội chủ nghĩa Đông Âu bao cấp hoàn toàn các VĐV của đội tuyển nước mình tham gia Thế vận hội) đã làm mất đi ý nghĩa của hình thức thi đấu nghiệp dư tại Olympic. Liên Xô đã gửi đi các đoàn VĐV trong đó trên danh nghĩa là các học sinh, quân nhân hoặc những người ở nhiều ngành nghề khác; tuy nhiên, phần nhiều trong số họ lại được Nhà nước trả lương, chu cấp các chi phí để tham gia huấn luyện thể thao chuyên nghiệp. Do đó, Olympic đã chuyển từ nghiệp dư thuần túy, theo như ý định ban đầu của Pierre de Coubertin, sang quy chế trao cơ hội tranh tài cho cả những VĐV chuyên nghiệp.